# Scopula okakaria
Scopula okakaria är en fjärilsart som beskrevs av Alpheus Spring Packard 1867. Scopula okakaria ingår i släktet Scopula och familjen mätare. Inga underarter finns listade.